# Phlomis nubilans
Phlomis nubilans là một loài thực vật có hoa trong họ Hoa môi. Loài này được Zakirov miêu tả khoa học đầu tiên năm 1947.